# Rasa a inteligence
Diskuse o rase a inteligenci – konkrétně tvrzení o rozdílech v inteligenci na základě rasové příslušnosti – se objevují v populárně-naučném i akademickém výzkumu od doby, kdy byl poprvé zaveden moderní koncept rasy. Se vznikem testování IQ na počátku 20. století byly pozorovány rozdíly v průměrných výsledcích testů mezi rasovými skupinami, ačkoli tyto rozdíly v průběhu času kolísaly a v mnoha případech se neustále snižovaly. Celou problematiku dále komplikuje fakt, že moderní věda ukázala, že rasa je spíše sociální konstrukt než biologická realita, a inteligence nemá žádnou dohodnutou definici. Platnost testů IQ jako měřítka lidské inteligence je sama o sobě sporná. V současné době panuje vědecký konsenzus, že genetika nevysvětluje rozdíly ve výkonech v testech IQ mezi rasovými skupinami, a že pozorované rozdíly mají tedy původ v prostředí.
Tvrzení o vrozených rozdílech v inteligenci mezi rasami hrála v historii vědeckého rasismu ústřední roli. Prvními testy, které ukázaly rozdíly ve výsledcích IQ mezi různými skupinami obyvatelstva ve Spojených státech, byly testy rekrutů americké armády za první světové války. Ve dvacátých letech 20. století skupiny eugenických lobbistů tvrdily, že tyto výsledky dokazují, že Afroameričané a některé skupiny přistěhovalců mají nižší intelekt než anglosaské bílé obyvatelstvo a že je to způsobeno vrozenými biologickými rozdíly. Tyto názory pak využívali k ospravedlnění politiky rasové segregace. Brzy se však objevily další studie, které tyto závěry zpochybňovaly a namísto toho tvrdily, že armádní testy nedostatečně kontrolovaly faktory prostředí, jako je socioekonomická a vzdělanostní nerovnost mezi černochy a bělochy. Pozdější pozorování jevů, jako je Flynnův efekt a rozdíly v přístupu k prenatální péči, rovněž poukázala na způsoby, jakými faktory prostředí ovlivňují skupinové rozdíly v IQ. V posledních desetiletích, kdy došlo k pokroku v poznání lidské genetiky, vědci tvrzení o vrozených rozdílech v inteligenci mezi rasami obecně odmítli, a to jak z teoretických, tak z empirických důvodů.

## Historie sporů

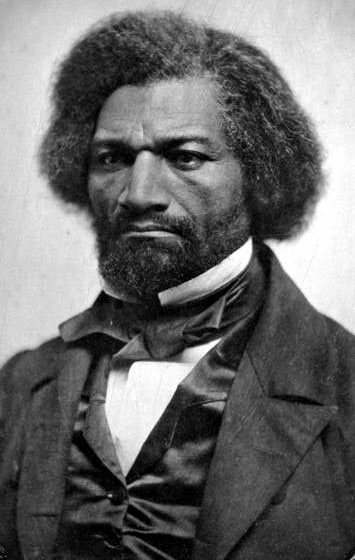
Autodidakt a abolicionista Frederick Douglass (1817-1895) sloužil jako významný protipříklad mýtům o intelektuální méněcennosti černochů.

Tvrzení o rozdílech v inteligenci mezi rasami se používala k ospravedlnění kolonialismu, otroctví, rasismu, sociálního darwinismu a rasové eugeniky. Rasoví myslitelé, jako byl Arthur de Gobineau, se při rozvíjení své ideologie nadřazenosti bílé rasy zásadně opírali o předpoklad, že černoši jsou od přírody méněcenní než běloši. Dokonce i osvícenští myslitelé, jako byl Thomas Jefferson, majitel otroků, věřili, že černoši jsou od přírody horší než běloši, pokud jde o tělesnou stavbu a intelekt. Významné příklady afroamerického génia, jako byl autodidakt a abolicionista Frederick Douglass, průkopnický sociolog W. E. B. Du Bois a básník Paul Laurence Dunbar, se zároveň staly významnými protipóly rozšířených stereotypů o intelektuální méněcennosti černochů.

### Rané testování IQ

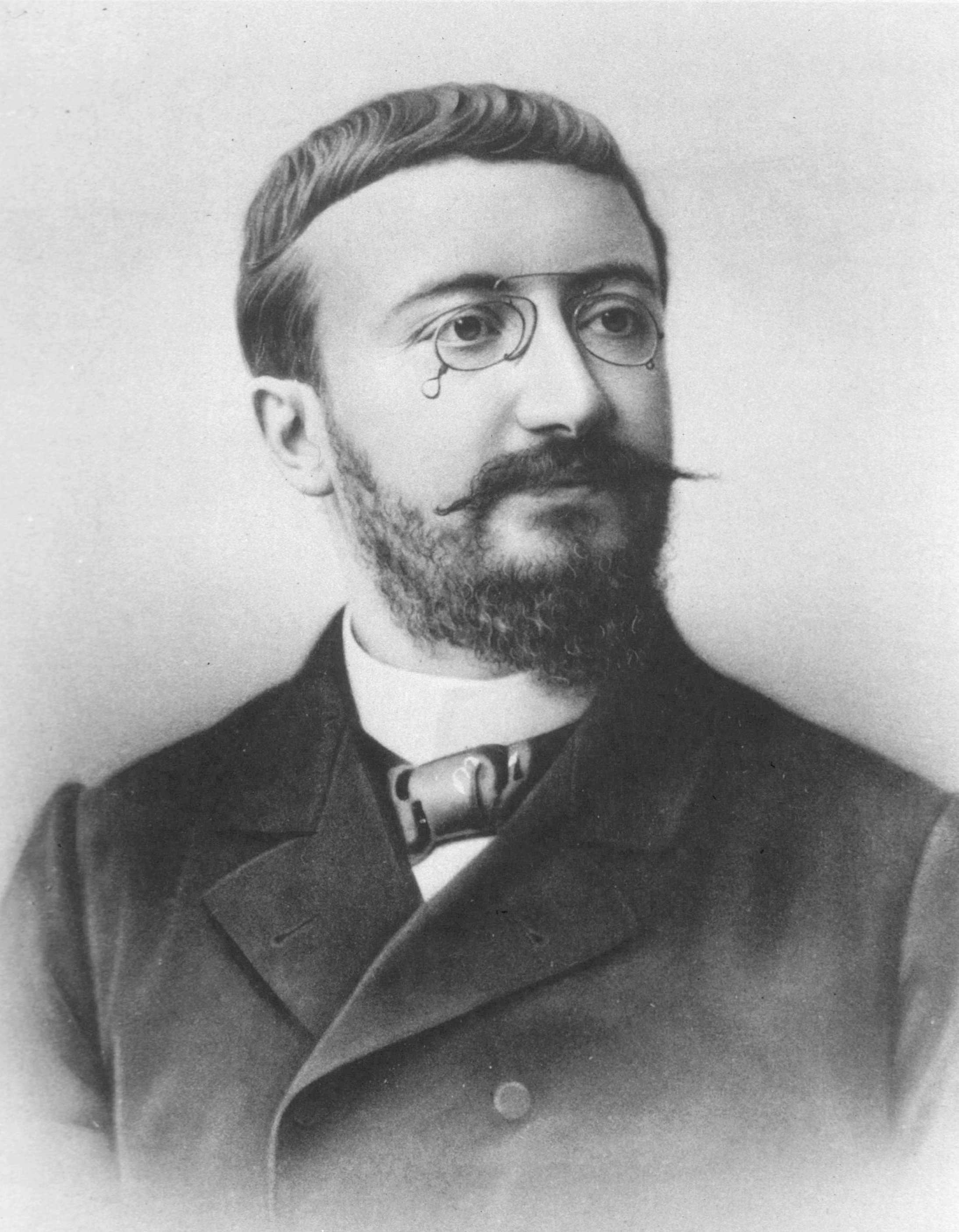
Alfred Binet (1857–1911), vynálezce prvního testu inteligence

První praktický test inteligence vyvinul v letech 1905-1908 Alfred Binet ve Francii pro účely školního rozřazování dětí. Binet varoval, že výsledky jeho testu by neměly být považovány za měřítko vrozené inteligence nebo používány k trvalému označení jednotlivců. Binetův test byl přeložen do angličtiny a revidován v roce 1916 Lewisem Termanem (který zavedl bodové hodnocení výsledků testu IQ) a publikován pod názvem Stanford-Binet Intelligence Scales. V roce 1916 Terman napsal, že Mexičané, Afroameričané a původní obyvatelé Ameriky mají "mentální tupost, která se zdá být rasová nebo přinejmenším vlastní rodině, z níž pocházejí".
Americká armáda používala k hodnocení odvedenců do první světové války jinou sadu testů, kterou vypracoval Robert Yerkes. Na základě údajů armády napsali významní psychologové a eugenici, jako například Henry H. Goddard, Harry H. Laughlin a princetonský profesor Carl Brigham, že lidé z jižní a východní Evropy jsou méně inteligentní než rodilí Američané nebo přistěhovalci ze severských zemí a že černí Američané jsou méně inteligentní než bílí Američané. Výsledky byly široce propagovány lobby protiimigračních aktivistů, včetně ochránce přírody a teoretika vědeckého rasismu Madisona Granta, který považoval tzv. nordickou rasu za nadřazenou, ale ohroženou kvůli přistěhovalectví "podřadných plemen". Psycholog Carl Brigham ve svém vlivném díle A Study of American Intelligence (Studie americké inteligence) použil výsledky armádních testů k obhajobě přísnější imigrační politiky, která by omezila přistěhovalectví do zemí považovaných za příslušníky "nordické rasy".
Ve 20. letech 20. století přijaly některé státy USA eugenické zákony, například zákon o rasové integritě ve Virginii z roku 1924, který zavedl pravidlo jedné kapky (rasové čistoty) jako zákon. Mnoho vědců reagovalo na eugenická tvrzení, která spojovala schopnosti a morální charakter s rasovým nebo genetickým původem, negativně. Poukazovali na podíl prostředí (např. mluvení angličtinou jako druhým jazykem) na výsledcích testů. V polovině 30. let 20. století se mnoho psychologů v USA přiklonilo k názoru, že dominantní roli ve výsledcích IQ testů hrají faktory prostředí a kultury. Psycholog Carl Brigham odmítl své vlastní dřívější argumenty a vysvětlil, že si uvědomil, že testy nejsou měřítkem vrozené inteligence.
Diskuse o této otázce ve Spojených státech, zejména ve spisech Madisona Granta, ovlivnily tvrzení německých nacistů, že "Seveřané" jsou "nadřazenou rasou". S tím, jak se nálady americké veřejnosti měnily v neprospěch Němců, začala být tvrzení o rasových rozdílech v inteligenci stále více považována za problematická. Antropologové jako Franz Boas, Ruth Benedictová a Gene Weltfish udělali mnoho pro to, aby prokázali, že tvrzení o rasové hierarchii inteligence jsou nevědecká. Nicméně mocná eugenická a segregační lobby financovaná převážně textilním magnátem Wickliffem Draperem nadále používala studie inteligence jako argument pro eugeniku, segregaci a protiimigrační zákony.

### Pioneer Fund aThe Bell Curve
Když v 50. letech 20. století došlo k desegregaci amerického Jihu, znovu se objevila debata o inteligenci černochů. Audrey Shueyová, financovaná Draperovým pionýrským fondem, zveřejnila novou analýzu Yerkesových testů, v níž dospěla k závěru, že černoši mají skutečně nižší intelekt než běloši. Tuto studii využili zastánci segregace k argumentaci, že je pro černošské děti výhodné vzdělávat se odděleně od nadřazených bílých dětí. V 60. letech 20. století byla debata oživena, když William Shockley veřejně obhajoval názor, že černošské děti nejsou od přírody schopné učit se stejně dobře jako děti bílé. Podobné názory vyjádřil Arthur Jensen ve svém článku v Harvard Educational Review "How Much Can We Boost IQ and Scholastic Achievement?", v němž zpochybnil hodnotu kompenzačního vzdělávání afroamerických dětí. Domníval se, že špatné vzdělávací výsledky v těchto případech odrážejí spíše genetickou příčinu než nedostatek podnětů doma nebo jiné faktory prostředí.
Další oživení veřejné debaty nastalo po vydání knihy The Bell Curve (1994) Richarda Herrnsteina a Charlese Murraye, která podpořila Jensenův obecný názor. Prohlášení na podporu Herrnsteina a Murrayho s názvem "Mainstreamová věda o inteligenci" bylo zveřejněno v deníku The Wall Street Journal s 52 podpisy. Kritické ohlasy vyvolalo také prohlášení The Bell Curve s názvem "Intelligence: (1995), Inequality by Design (1996) a druhém vydání knihy The Mismeasure of Man (1996) Stephena Jay Goulda.
Někteří z autorů, kteří navrhují genetické vysvětlení skupinových rozdílů, získali finanční prostředky z fondu Pioneer Fund, který až do své smrti v roce 2012 vedl J. Philippe Rushton. Arthur Jensen, který společně s Rushtonem publikoval v roce 2005 přehledový článek, v němž tvrdí, že rozdíl v průměrném IQ černochů a bělochů je částečně způsoben genetikou, obdržel od Pioneer Fund 1,1 milionu dolarů. Podle Ashleyho Montagua je "Arthur Jensen z Kalifornské univerzity, který je v bibliografii knihy The Bell Curve citován třiadvacetkrát, hlavní autoritou knihy o intelektuální méněcennosti černochů."
Southern Poverty Law Center řadí Pioneer Fund na seznam nenávistných skupin s odkazem na jeho historii, financování rasového a zpravodajského výzkumu a vazby na rasistické osoby. Jiní vědci kritizovali Pioneer Fund za propagaci vědeckého rasismu, eugeniky a nadřazenosti bílé rasy.

## Kritikarasyainteligencejako biologicky definovaných pojmů

### Inteligence, IQ, g a IQ testy
Pojem inteligence a míra její měřitelnosti jsou předmětem diskusí. Neexistuje shoda na tom, jak inteligenci definovat, a není ani všeobecně přijímáno, že ji lze smysluplně měřit pomocí jediného čísla. Opakovaně se objevuje kritika, že různé společnosti oceňují a podporují různé druhy dovedností, a proto je pojem inteligence kulturně proměnlivý a nelze jej v různých společnostech měřit podle stejných kritérií. Někteří kritici proto tvrdí, že nemá smysl navrhovat vztahy mezi inteligencí a jinými proměnnými.
Korelace mezi výsledky různých typů testů IQ vedly anglického psychologa Charlese Spearmana k tomu, že v roce 1904 navrhl existenci základního faktoru, který označil jako "g" nebo "obecná inteligence", což je vlastnost, která má být vrozená. Mezi novější zastánce tohoto názoru patří Arthur Jensen. Tento názor však vyvrací řada studií, které ukazují, že vzdělání a změna prostředí mohou výrazně zlepšit výsledky IQ testů.
Jiní psychometrici tvrdí, že bez ohledu na to, zda existuje obecný inteligenční faktor, závisí výkon v testech v rozhodující míře na znalostech získaných na základě předchozího kontaktu s typy úloh, které tyto testy obsahují. To znamená, že srovnání výsledků testů mezi osobami s velmi rozdílnými životními zkušenostmi a kognitivními návyky neodhaluje jejich relativní vrozený potenciál.

### Rasa
Většina antropologů dnes považuje rasu spíše za sociopolitický než biologický fenomén, což podporuje i rozsáhlý genetický výzkum. V současné době převládá ve společenských vědách a biologii názor, že rasa je sociální konstrukt založený na lidových ideologiích, které vytvářejí skupiny na základě sociálních rozdílů a povrchních fyzických znaků. Sternberg, Grigorenko a Kidd (2005) uvádějí: "Rasa je sociálně konstruovaný, nikoli biologický pojem. Vychází z touhy lidí klasifikovat." Koncept lidských "ras" jako přirozených a samostatných dělení v rámci lidského druhu odmítla i Americká antropologická asociace. Oficiální stanovisko AAA, přijaté v roce 1998, uvádí, že pokrok ve vědeckém poznání "jasně ukázal, že lidské populace nejsou jednoznačné, jasně ohraničené, biologicky odlišné skupiny" a že "jakýkoli pokus o stanovení hranic dělení mezi biologickými populacemi [je] svévolný a subjektivní". V novějším prohlášení Americké asociace fyzických antropologů (2019) se uvádí, že "rasa neposkytuje přesnou reprezentaci lidské biologické variability. Nikdy nebyla přesná a zůstává nepřesná i při odkazování na současné lidské populace. Lidé nejsou biologicky rozděleni na odlišné kontinentální typy nebo rasové genetické shluky".
Ve studiích lidské inteligence se rasa téměř vždy určuje spíše na základě vlastních výpovědí než analýzou genetických charakteristik. Podle psychologa Davida Rowea je ve studiích rasových rozdílů preferovanou metodou pro klasifikaci rasy sebehodnocení, protože klasifikace založená pouze na genetických markerech ignoruje "kulturní, behaviorální, sociologické, psychologické a epidemiologické proměnné", které odlišují rasové skupiny. Hunt a Carlson s tím nesouhlasili a napsali, že "přesto je sebeidentifikace překvapivě spolehlivým vodítkem pro určení genetického složení", přičemž citovali studii Tanga a kol. (2005). Sternberg a Grigorenko zpochybnili Huntovu a Carlsonovu interpretaci Tangových výsledků jako podporu názoru, že rasové dělení je biologické; "Tangovi a spol. šlo spíše o to, že dávný geografický původ spíše než současné bydliště souvisí se sebeidentifikací, a ne o to, že tato sebeidentifikace je důkazem existence biologické rasy."
Antropolog C. Loring Brace a genetik Joseph Graves rovněž nesouhlasí s názorem, že shluková analýza a korelace mezi rasou udávanou samotnými uživateli a genetickým původem podporují představu biologických ras. Tvrdí, že i když je možné najít biologické a genetické rozdíly, které zhruba odpovídají skupinám obvykle definovaným jako rasy, platí to téměř pro všechny geograficky odlišné populace. Struktura shluků genetických dat závisí na výchozích hypotézách výzkumníka a na populacích, z nichž se odebírají vzorky. Pokud se odebírají vzorky kontinentálních skupin, shluky se stanou kontinentálními; pokud by se zvolily jiné vzorce vzorkování, shluky by byly jiné. Kaplan 2011 dochází k závěru, že rozdíly v jednotlivých frekvencích alel lze sice použít k identifikaci populací, které volně odpovídají rasovým kategoriím běžným v západním společenském diskurzu, ale tyto rozdíly nemají větší biologický význam než rozdíly zjištěné mezi jakýmikoliv lidskými populacemi (např. Španělé a Portugalci).

## Skupinové rozdíly
Studium lidské inteligence je jedním z nejkontroverznějších témat v psychologii, částečně kvůli obtížnému dosažení shody o významu inteligence a námitkám proti předpokladu, že inteligenci lze smysluplně měřit pomocí IQ testů. Tvrzení, že existují vrozené rozdíly v inteligenci mezi rasovými a etnickými skupinami - která se objevují přinejmenším od 19. století - jsou kritizována jak za to, že se opírají o pochybné předpoklady a výzkumné metody, tak za to, že slouží jako ideologický rámec pro diskriminaci a rasismus.
Ve studii z roku 2012, která se týkala testů různých složek inteligence, Hampshire a kol. vyjádřili nesouhlas s názorem Jensena a Rushtona, že genetické faktory musí hrát roli v rozdílech IQ mezi rasami, a uvedli, že "zůstává však nejasné, zda jsou populační rozdíly ve výsledcích inteligenčních testů způsobeny dědičnými faktory nebo jinými korelujícími demografickými proměnnými, jako je socioekonomický status, úroveň vzdělání a motivace. Ještě důležitější je, že je sporné, zda [populační rozdíly ve výsledcích inteligenčních testů] souvisejí s jednotným faktorem inteligence, na rozdíl od zkreslení testovacích paradigmat směrem k určitým složkám komplexnějšího inteligenčního konstruktu."
Podle Jacksona a Weidmana: "Existuje řada důvodů, proč si genetický argument pro rasové rozdíly v inteligenci nezískal ve vědecké komunitě mnoho příznivců. Zaprvé, i kdybychom to vzali za bernou minci, argumenty Jensena a jeho stoupenců neobstály při zkoumání. Za druhé, vzestup populační genetiky zpochybnil tvrzení o genetické příčině inteligence. Za třetí, nové chápání institucionálního rasismu nabídlo lepší vysvětlení existence rozdílů ve skóre IQ mezi rasami."

### Výsledky testů
V USA mají osoby, které se označují za Asiaty, obecně vyšší skóre v testech IQ než běloši, kteří mají vyšší skóre než Hispánci, kteří mají vyšší skóre než Afroameričané. Nicméně větší rozdíly ve výsledcích IQ existují v rámci jednotlivých etnických skupin než mezi nimi. Metaanalýza výsledků 6 246 729 účastníků testovaných na kognitivní schopnosti nebo nadání z roku 2001 zjistila, že rozdíl v průměrných výsledcích mezi černochy a bělochy činí 1,1 standardní odchylky. Shodné výsledky byly zjištěny u přijímacích testů na vysoké školy a univerzity, jako je Scholastic Aptitude Test (N = 2,4 milionu) a Graduate Record Examination (N = 2,3 milionu), a také u testů uchazečů o zaměstnání ve firmách (N = 0,5 milionu) a v armádě (N = 0,4 milionu).
V reakci na kontroverzní knihu The Bell Curve z roku 1994 vytvořila Americká psychologická asociace (APA) pracovní skupinu jedenácti odborníků, která vydala zprávu s názvem "Inteligence - známé a neznámé" (Intelligence Knowns and Unknowns). Pokud jde o skupinové rozdíly, zpráva znovu potvrdila shodu na tom, že rozdíly uvnitř skupin jsou mnohem větší než rozdíly mezi skupinami a že tvrzení o etnických rozdílech v inteligenci by měla být pečlivě zkoumána, neboť taková tvrzení byla používána k ospravedlnění rasové diskriminace. Zpráva rovněž uznala problémy s používanými rasovými kategoriemi, neboť tyto kategorie nejsou ani důsledně uplatňovány, ani nejsou homogenní (viz také rasa a etnicita ve Spojených státech).
Ve Spojeném království mají některé africké skupiny vyšší průměrné výsledky vzdělání a standardizovaných testů než celková populace. V letech 2010-2011 měli bílí britští žáci o 2,3 % nižší pravděpodobnost, že získají 5 známek A*-C na GCSE, než je celostátní průměr, zatímco u žáků nigerijského původu byla tato pravděpodobnost o 21,8 % vyšší než průměr, u žáků ghanského původu o 5,5 % vyšší než průměr a u žáků sierraleonského původu o 1,4 % vyšší než průměr. U dalších dvou afrických etnických skupin, o nichž byly k dispozici údaje, byla pravděpodobnost 23,7 % pod průměrem u osob somálského původu a 35,3 % pod průměrem u osob konžského původu. V roce 2014 měli černošští afričtí žáci z 11 jazykových skupin v Anglii vyšší pravděpodobnost, že projdou klíčovou fází 2 matematiky 4+, než je celostátní průměr. Celkově byla průměrná úspěšnost podle etnické příslušnosti 86,5 % u bílých Britů (N = 395 787), zatímco u černošských Afričanů (N = 18 497) činila 85,6 %. Nicméně několik černoafrických jazykových skupin, včetně Jorubů, Igbů, Hausů, Akanů, Gaů, Svahilů, Edoů, Eweů, Amharů a anglicky mluvících Afričanů, mělo průměrnou míru úspěšnosti vyšší než průměr bílých Britů (celkem N = 9 314), přičemž Hausové, Igbové, Jorubové a Amharové měli průměrnou míru úspěšnosti vyšší než 90 % (N = 2 071). V letech 2017-2018 činil podíl žáků, kteří dosáhli silného prospěchu (známka 5 nebo vyšší) z angličtiny a matematiky GCSE (v klíčové fázi 4), 42,7 % u bělochů (N = 396 680) a 44,3 % u černošských Afričanů (N = 18 358).

### Flynnův efekt a zmenšující se rozdíl
V průběhu 20. století se hrubé skóre v testech IQ zvyšovalo; tento nárůst skóre je znám jako "Flynnův efekt", pojmenovaný po Jamesi R. Flynnovi. Ve Spojených státech byl tento nárůst kontinuální a přibližně lineární od prvních let testování až do roku 1998, kdy se nárůst zastavil a v některých testech dokonce došlo k poklesu skóre. Například průměrné výsledky černochů v některých testech IQ v roce 1995 byly stejné jako výsledky bělochů v roce 1945. Jedna dvojice akademiků to formulovala takto: "Typický Afroameričan má dnes pravděpodobně o něco vyšší IQ než prarodiče současného průměrného bílého Američana."
Flynn tvrdil, že vzhledem k tomu, že k těmto změnám došlo mezi jednou a druhou generací, je velmi nepravděpodobné, že by genetické faktory mohly být příčinou zvyšujícího se skóre, které pak muselo být způsobeno faktory prostředí. Význam Flynnova efektu v diskusi o příčinách rozdílů v IQ mezi černochy a bělochy spočívá v tom, že ukazuje, že faktory prostředí mohou způsobit změny ve výsledcích testů na škále 1 směrodatné odchylky. O tom se dříve pochybovalo.
Odděleným jevem od Flynnova efektu bylo zjištění, že v posledních desetiletích 20. století se rozdíly v IQ postupně zmenšovaly, protože černošští účastníci testů dosahovali vyššího průměrného skóre než bělošští účastníci testů. Například Vincent v roce 1991 uvedl, že rozdíl v IQ mezi černochy a bělochy se mezi dětmi snižuje, ale mezi dospělými zůstává konstantní. Podobně studie Dickense a Flynna z roku 2006 odhaduje, že rozdíl mezi průměrným skóre černochů a bělochů se mezi lety 1972 a 2002 snížil asi o 5 až 6 bodů IQ, tedy asi o třetinu. Ve stejném období se také snížily rozdíly v dosaženém vzdělání. Recenze Flynna a Dickense, Mackintoshe a Nisbetta a kol. považují postupné zmenšování rozdílu za fakt.

## Vlivy prostředí na skupinové rozdíly v IQ

### Zdraví a výživa

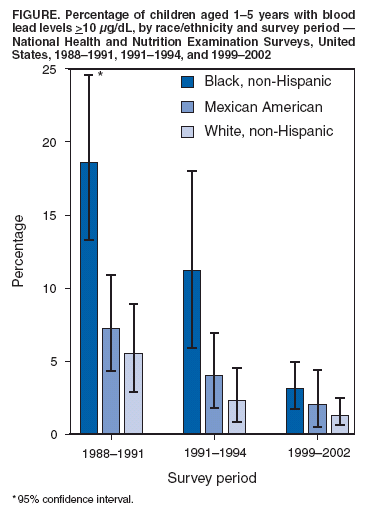
Procento dětí ve věku 1-5 let s hladinou olova v krvi nejméně 10 µg/dl. Černošské a hispánské děti mají mnohem vyšší hladiny než děti bílé. Zvýšení hladiny olova v krvi o 10 µg/dl ve 24 měsících je spojeno s poklesem IQ o 5,8 bodu. Přestože se průměrné geometrické hladiny olova v krvi (GM BLL) snižují, zpráva CDC (2002) uvádí, že: "Nicméně GM BLL u černošských dětí bez hispánské příslušnosti zůstává vyšší než u mexicko-amerických a bělošských dětí bez hispánské příslušnosti, což naznačuje, že rozdíly v riziku expozice stále přetrvávají".

Environmentální faktory, včetně expozice olovu v dětství, nízké míry kojení a špatné výživy, významně souvisejí se špatným kognitivním vývojem a fungováním. Například vystavení olovu v dětství, které je spojeno s domy v chudších oblastech, je spojeno s průměrným poklesem IQ o 7 bodů a nedostatek jódu způsobuje pokles IQ v průměru o 12 bodů. Taková poškození mohou být někdy trvalá, jindy mohou být částečně nebo zcela kompenzována pozdějším růstem. První dva roky života jsou kritické pro podvýživu, jejíž důsledky jsou často nevratné a zahrnují špatný kognitivní vývoj, vzdělavatelnost a budoucí ekonomickou produktivitu. Afroamerická populace ve Spojených státech je statisticky častěji vystavena mnoha škodlivým environmentálním faktorům, jako jsou horší sousedství, školy, výživa a prenatální a postnatální zdravotní péče. Mackintosh poukazuje na to, že kojenecká úmrtnost je u amerických černochů přibližně dvakrát vyšší než u bělochů a nízká porodní hmotnost je dvakrát častější. Zároveň je u bělošských matek dvakrát vyšší pravděpodobnost, že budou své děti kojit, a kojení koreluje s IQ dětí s nízkou porodní hmotností. Tímto způsobem je mezi oběma skupinami nerovnoměrně rozložena celá řada faktorů souvisejících se zdravím, které ovlivňují IQ.
Kodaňský konsenzus z roku 2004 konstatoval, že nedostatek jódu i železa se podílí na zhoršeném vývoji mozku, což může postihnout obrovské množství lidí: odhaduje se, že nedostatkem jódu je postižena třetina celkové světové populace. Odhaduje se, že v rozvojových zemích trpí 40 % dětí ve věku do čtyř let anémií z důvodu nedostatečného množství železa ve stravě.
Jiní vědci zjistili, že samotná úroveň výživy má významný vliv na inteligenci populace a že Flynnův efekt může být způsoben zvyšující se úrovní výživy na celém světě. Sám James Flynn se proti tomuto názoru ohradil.
Podle některých nedávných výzkumů může být důležitým faktorem vysvětlujícím rozdíly v IQ mezi různými oblastmi světa zpomalení vývoje mozku způsobené infekčními chorobami, z nichž mnohé jsou častější u nebělošské populace. Výsledky tohoto výzkumu, které ukazují souvislost mezi IQ, rasou a infekčními chorobami, se vztahují i na rozdíly v IQ v USA, což naznačuje, že se může jednat o důležitý environmentální faktor. Rovněž se předpokládá, že "Flynnův efekt může být částečně způsoben poklesem intenzity infekčních nemocí s rozvojem národů".
Metaanalýza Světové zdravotnické organizace z roku 2013 zjistila, že po kontrole IQ matky bylo kojení spojeno s nárůstem IQ o 2,19 bodu. Autoři naznačují, že tento vztah je kauzální, ale uvádějí, že praktický význam tohoto přírůstku je sporný; vyzdvihují však jednu studii naznačující souvislost mezi kojením a studijními výsledky v Brazílii, kde "délka kojení nevykazuje výraznou variabilitu podle socioekonomického postavení". Colen a Ramey (2014) podobně zjistili, že kontrola srovnávání sourozenců v rámci rodin, nikoliv mezi rodinami, snižuje korelaci mezi stavem kojení a skóre WISC IQ téměř o třetinu, ale dále zjistili, že vztah mezi délkou kojení a skóre WISC IQ je nevýznamný. Naznačují, že "většina příznivých dlouhodobých účinků, které jsou obvykle připisovány kojení jako takovému, může být primárně způsobena selekčními tlaky na způsoby kojení podle klíčových demografických charakteristik, jako je rasa a socioekonomický status." Reichman odhaduje, že ne více než 3 až 4 % rozdílu mezi IQ černochů a bělochů lze vysvětlit rozdíly mezi černochy a bělochy v nízké porodní hmotnosti.

### Vzdělání
Několik studií navrhlo, že velkou část tohoto rozdílu lze přičíst rozdílům v kvalitě vzdělání. Jako jedna z možných příčin rozdílů v kvalitě vzdělání mezi rasami byla navržena rasová diskriminace ve vzdělávání. Podle práce Haly Elhowerisové, Kagenda Mutua, Negmeldina Alsheikha a Pauline Hollowayové bylo rozhodování učitelů o zařazení žáků do vzdělávacích programů pro nadané a talentované částečně ovlivněno etnickým původem žáků.
Projekt Abecedarian Early Intervention, intenzivní projekt předškolního vzdělávání, také dokázal u černošských dětí, které se ho účastnily, dosáhnout průměrného zvýšení IQ ve věku 21 let o 4,4 bodu ve srovnání s kontrolními skupinami. Arthur Jensen souhlasil s tím, že projekt Abecedarian prokázal, že vzdělání může mít významný vliv na IQ, ale zároveň prohlásil, že žádný vzdělávací program dosud nedokázal snížit rozdíl mezi IQ černochů a bělochů o více než třetinu, a že tedy rozdíly ve vzdělání pravděpodobně nejsou jeho jedinou příčinou.
Série studií Josepha Fagana a Cynthie Hollandové měřila vliv předchozího vystavení kognitivním úlohám, které jsou součástí testů IQ, na výkon v testu. Předpokládali, že rozdíl v IQ je důsledkem nižšího vystavení úlohám využívajícím kognitivní funkce, které se obvykle vyskytují v testech IQ u afroamerických účastníků testů, a proto před testem IQ připravili skupinu Afroameričanů na tento typ úloh. Výzkumníci zjistili, že mezi Afroameričany a bělošskými účastníky testů nebyl následně žádný rozdíl ve výkonu. Daley a Onwuegbuzie docházejí k závěru, že Fagan a Holland dokazují, že "rozdíly ve znalostech černochů a bělochů v položkách inteligenčních testů mohou být smazány, pokud je jim poskytnuta rovná příležitost k seznámení se s testovanými informacemi". Podobně argumentuje David Marks, který tvrdí, že rozdíly v IQ dobře korelují s rozdíly v gramotnosti, což naznačuje, že rozvoj gramotnosti prostřednictvím vzdělávání vede ke zvýšení výkonu v IQ testech.
Studie z roku 2003 zjistila, že dvě proměnné - stereotypní hrozba a stupeň dosaženého vzdělání otců dětí - částečně vysvětlují rozdíly ve výsledcích testů kognitivních schopností mezi černochy a bělochy, což zpochybňuje hereditariánský názor, že jsou důsledkem neměnných genetických faktorů.

### Socioekonomické prostředí
Bylo prokázáno, že různé aspekty socioekonomického prostředí, v němž jsou děti vychovávány, částečně korelují s rozdílem v IQ, ale nevysvětlují celý rozdíl. Podle přehledu z roku 2006 představují tyto faktory o něco méně než polovinu jedné směrodatné odchylky.
Další výzkum se zaměřil na různé příčiny rozdílů v rámci skupin s nízkým socioekonomickým statusem (SES) a skupin s vysokým SES.
V USA tvoří genetické rozdíly ve skupinách s nízkým SES menší část rozptylu IQ než v populacích s vysokým SES. Takové účinky předpovídá bioekologická hypotéza, podle níž se genotypy mění na fenotypy prostřednictvím neaditivních synergických účinků prostředí. Nisbett et al. (2012a) naznačují, že jedinci s vysokým SES mají větší pravděpodobnost, že budou schopni plně rozvinout svůj biologický potenciál, zatímco jedinci s nízkým SES budou pravděpodobně ve svém vývoji brzděni nepříznivými podmínkami prostředí. Tentýž přehled rovněž poukazuje na to, že studie o adopci jsou obecně zkreslené ve smyslu zahrnutí pouze adoptivních rodin s vysokým a středním SES, což znamená, že budou mít tendenci nadhodnocovat průměrné genetické účinky. Uvádějí také, že studie adopcí z rodin s nižším sociálním statusem do rodin se středním sociálním statusem ukázaly, že u těchto dětí dochází ke zvýšení IQ o 12 až 18 bodů ve srovnání s dětmi, které zůstávají v rodinách s nízkým SES. Studie z roku 2015 zjistila, že za rozdíly ve výsledcích testů kognitivních schopností mezi černochy a bělochy mohou faktory prostředí (konkrétně příjem rodiny, vzdělání matky, verbální schopnosti/znalosti matky, učební pomůcky v domácnosti, výchovné faktory, pořadí narození dítěte a porodní hmotnost dítěte).

### Testovací zkreslení
Řada studií dospěla k závěru, že testy IQ mohou být vůči určitým skupinám zkreslené. Platnost a spolehlivost výsledků IQ získaných mimo Spojené státy a Evropu byla zpochybňována, částečně kvůli obtížnosti srovnávání výsledků IQ mezi kulturami. Několik výzkumníků tvrdí, že kulturní rozdíly omezují vhodnost standardních testů IQ v neindustrializovaných komunitách.
Zpráva Americké psychologické asociace z roku 1996 uvádí, že inteligenci lze obtížně srovnávat napříč kulturami, a upozorňuje, že rozdílná znalost testových materiálů může vést k podstatným rozdílům ve výsledcích testů; uvádí také, že testy jsou přesnými prediktory budoucích úspěchů černých a bílých Američanů a jsou v tomto smyslu objektivní. Názor, že testy přesně předpovídají budoucí výsledky ve vzdělávání, potvrzuje Nicholas Mackintosh ve své knize IQ and Human Intelligence z roku 1998 a přehled literatury z roku 1999, který vypracovali Brown, Reynolds a Whitaker (1999).
James R. Flynn v přehledu studií na toto téma uvádí, že váha a přítomnost mnoha testových otázek závisí na tom, jaké informace a způsoby myšlení jsou kulturně ceněny.
Podle článku v časopise Intelligence z roku 2008 průzkum ukázal, že většina výzkumníků v oblasti měření inteligence nevěří, že existují spolehlivé důkazy pro tvrzení, že testy IQ jsou rasově nebo kulturně zaujaté. Toto zjištění je podobné jako v průzkumu z roku 2003.

### Stereotypní hrozba a status menšiny
Stereotypní hrozba je obava, že svým chováním člověk potvrdí existující stereotyp skupiny, s níž se identifikuje nebo podle níž je definován; tato obava může následně vést ke zhoršení výkonu. Testovací situace, které zdůrazňují skutečnost, že se měří inteligence, mají tendenci snižovat výsledky jedinců z rasových a etnických skupin, kteří již dosahují v průměru nižších výsledků nebo se u nich nižší výsledky očekávají. Podmínky stereotypní hrozby způsobují větší než očekávané rozdíly v IQ mezi skupinami. Psychometrik Nicholas Mackintosh se domnívá, že není pochyb o tom, že vliv stereotypní hrozby přispívá k rozdílům v IQ mezi černochy a bělochy.
Řada studií prokázala, že systémově znevýhodněné menšiny, jako je afroamerická menšina ve Spojených státech, dosahují ve vzdělávacím systému a v inteligenčních testech obecně horších výsledků než většinové skupiny nebo méně znevýhodněné menšiny, jako jsou přistěhovalci nebo "dobrovolné" menšiny. Vysvětlení těchto zjištění může spočívat v tom, že děti z kastovně podobných menšin nemají kvůli systémovému omezení svých vyhlídek na společenský vzestup "optimismus z úsilí", tj. nemají důvěru, že se jim vyplatí získat dovednosti oceňované většinovou společností, např. dovednosti měřené IQ testy. Mohou dokonce záměrně odmítat určité chování, které je považováno za "chování bílých". Výzkum publikovaný v roce 1997 naznačuje, že část rozdílů ve výsledcích testů kognitivních schopností mezi černochy a bělochy je způsobena rasovými rozdíly v motivaci k testování.
Někteří výzkumníci naznačují, že stereotypní hrozba by neměla být interpretována jako faktor skutečných rozdílů ve výkonnosti, a upozorňují na možnost publikačního zkreslení. Další kritici se zaměřili na opravu podle nich mylných představ o prvních studiích, které prokázaly velký účinek. Četné metaanalýzy a systematické přehledy však prokázaly významné důkazy o účincích stereotypní hrozby, ačkoli se tento jev vymyká příliš zjednodušené charakteristice. Například jedna metaanalýza zjistila, že u žen "jemné narážky aktivující hrozbu měly největší účinek, následované zjevnými a mírně explicitními narážkami", zatímco u menšin "mírně explicitní narážky aktivující stereotypní hrozbu měly největší účinek, následované zjevnými a jemnými narážkami".
Někteří vědci tvrdí, že studie stereotypní hrozby mohou ve skutečnosti systematicky podceňovat její účinky, protože tyto studie měří "pouze tu část psychologické hrozby, kterou výzkum identifikoval a odstranil. V míře, v jaké neidentifikované nebo neodstraněné psychologické hrozby dále snižují výkonnost, výsledky podhodnocují zkreslení".

## Výzkum možných genetických vlivů na rozdíly ve výsledcích testů
Ačkoli bylo prokázáno, že rozdíly v IQ mezi jednotlivci mají velký podíl dědičné složky, nevyplývá z toho, že průměrné rozdíly na úrovni skupin (rozdíly mezi skupinami) v IQ musí mít nutně genetický základ. Vědci se shodují na tom, že neexistuje žádný důkaz o tom, že by rozdíly v IQ mezi rasovými skupinami byly dány geneticky. Stále více důkazů naznačuje, že rozdíly v inteligenčním kvocientu mezi rasami jsou způsobeny faktory prostředí, nikoliv genetickými faktory.

### Genetika rasy a inteligence
Genetik Alan R. Templeton tvrdí, že otázka možného genetického vlivu na rozdíly ve výsledcích testů je zmatená kvůli obecnému zaměření na "rasu" spíše než na populace definované četností genů nebo zeměpisnou blízkostí a kvůli obecnému trvání na formulaci otázky v termínech dědičnosti. Templeton poukazuje na to, že rasové skupiny nepředstavují ani poddruhy, ani odlišné evoluční linie, a proto neexistuje žádný základ pro tvrzení o obecné inteligenci ras. Z tohoto pohledu je hledání možných genetických vlivů na rozdíly ve výsledcích testů mezi černochy a bělochy a priori chybné, protože neexistuje genetický materiál, který by byl společný všem Afričanům nebo všem Evropanům. Mackintosh (2011) nicméně tvrdí, že pomocí genetické shlukové analýzy, která by korelovala frekvence genů u kontinentálních populací, by bylo možné prokázat, že africké populace mají vyšší frekvenci určitých genetických variant, které přispívají k průměrně nižší inteligenci. Taková hypotetická situace by mohla platit, aniž by všichni Afričané nesli stejné geny nebo patřili k jedné evoluční linii. Podle Mackintoshe tedy nelze biologický základ rozdílu a priori vyloučit.
Inteligence je polygenní znak. To znamená, že inteligence je pod vlivem několika genů, možná až několika tisíc. Předpokládá se, že vliv většiny jednotlivých genetických variant na inteligenci je velmi malý, výrazně pod 1 % rozptylu g. Současné studie využívající lokusy kvantitativních znaků přinesly při hledání genů ovlivňujících inteligenci jen malý úspěch. Robert Plomin je přesvědčen, že QTL zodpovědné za variabilitu ve skóre IQ existují, ale vzhledem k jejich malé velikosti účinku budou k jejich odhalení zapotřebí výkonnější analytické nástroje. Jiní tvrdí, že od takového výzkumu nelze rozumně očekávat užitečné odpovědi, dokud se neobjeví porozumění vztahu mezi DNA a lidskými fenotypy. Bylo navrženo několik kandidátních genů, které mají souvislost s inteligencí. Přehled kandidátních genů pro inteligenci publikovaný v Deary, Johnson & Houlihan (2009) však nenalezl důkazy o souvislosti mezi těmito geny a obecnou inteligencí a uvádí, že "stále neexistují téměř žádné replikované důkazy týkající se jednotlivých genů, jejichž varianty přispívají k rozdílům v inteligenci". V roce 2001 bylo v časopise Journal of Black Psychology vyvráceno osm hlavních předpokladů, na nichž je založen dědičný pohled na rasu a inteligenci.
V přehledovém článku Sternberga, Grigorenka a Kidda z roku 2005 se uvádí, že se neprokázala souvislost žádného genu s inteligencí, "takže pokusy o přesvědčivou genetickou souvislost rasy s inteligencí nejsou v současné době možné". Hunt (2010, s. 447) s touto kritikou souhlasí a poznamenává, že "je třeba si uvědomit, že nikdy nebyly objeveny žádné geny související s rozdíly v kognitivních schopnostech mezi různými rasovými a etnickými skupinami. Argumentace genetickými rozdíly se nese převážně v duchu nepřímých důkazů. Samozřejmě, že zítra odpoledne mohou být objeveny genetické mechanismy vytvářející rasové a etnické rozdíly v inteligenci, ale zkoumá se toho hodně a zítřek už nějakou dobu nenastal." S tím souhlasí i Mackintosh (2011, s. 344), který poznamenává, že ačkoli bylo prokázáno, že rozdíly v IQ ovlivňuje několik faktorů prostředí, důkazy o genetickém vlivu jsou zanedbatelné. Nisbett et al. v přehledu z roku 2012 (2012a) došli k závěru, že "nebyly objeveny téměř žádné genetické polymorfismy, které by byly konzistentně spojeny s odchylkami IQ v normálním rozmezí". Domnívají se, že celý rozdíl v IQ lze vysvětlit faktory prostředí, u nichž byl dosud prokázán jeho vliv, a Mackintosh považuje tento názor za opodstatněný.

### Dědičnost v rámci skupiny a mezi skupinami

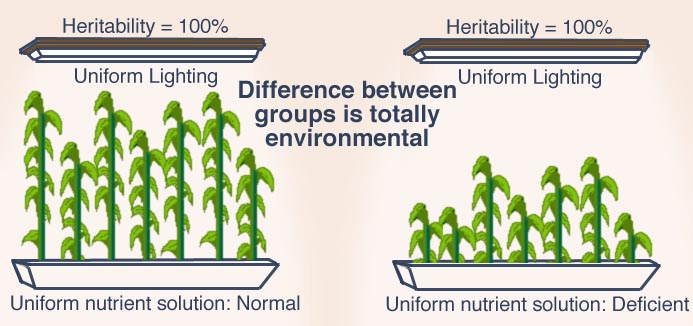
Faktor prostředí, který se liší mezi skupinami, ale ne uvnitř skupin, může způsobit skupinové rozdíly ve znaku, který je jinak stoprocentně dědičný.

Studie inteligence na dvojčatech vykazují vysoké hodnoty dědičnosti. Tyto studie však byly kritizovány za to, že jsou založeny na pochybných předpokladech. V kontextu genetiky lidského chování může být termín "dědičnost" zavádějící, protože nemusí nutně vyjadřovat informace o relativním významu genetických faktorů nebo faktorů prostředí pro rozvoj daného znaku, ani míru, do jaké je tento znak geneticky podmíněn. Argumenty na podporu genetického vysvětlení rasových rozdílů v IQ jsou někdy mylné. Například zastánci hereditarianismu někdy uvádějí jako důkaz, že rasové rozdíly v IQ jsou genetické, selhání známých faktorů prostředí, které tyto rozdíly vysvětlují, nebo vysokou dědičnost inteligence v rámci ras.
Psychometrici zjistili, že inteligence je v rámci populace značně dědičná, přičemž v analyzovaných populacích USA lze 30-50 % rozptylu ve skóre IQ v raném dětství připsat genetickým faktorům a v pozdní adolescenci se tento podíl zvyšuje na 75-80 %. V biologii je dědičnost definována jako poměr variability připadající na genetické rozdíly v pozorovatelném znaku k celkové pozorovatelné variabilitě znaku. Dědičnost znaku popisuje podíl variability znaku, který lze připsat genetickým faktorům v rámci určité populace. Dědičnost 1 znamená, že variabilita plně koreluje s genetickou variabilitou, a dědičnost 0 znamená, že mezi znakem a geny není vůbec žádný vztah. V psychologickém testování bývá dědičnost chápána jako míra korelace mezi výsledky testovaného a jeho biologických rodičů. Protože však vysoká dědičnost je pouze korelací mezi dítětem a rodiči, nepopisuje příčiny dědičnosti, které mohou být u lidí buď genetické, nebo environmentální.
Proto vysoká míra dědičnosti neznamená, že je znak geneticky podmíněný nebo neměnný. Kromě toho faktory prostředí, které ovlivňují všechny členy skupiny stejně, nebudou měřeny dědičností a dědičnost znaku se také může v průběhu času měnit v reakci na změny v rozložení genetických faktorů a faktorů prostředí. Vysoká dědičnost neznamená, že veškerá dědičnost je dána geneticky; může být způsobena i rozdíly v prostředí, které ovlivňují pouze určitou geneticky definovanou skupinu (nepřímá dědičnost).
Obrázek vpravo ukazuje, jak dědičnost funguje. V každé ze dvou zahrad je rozdíl mezi vysokými a nízkými kukuřičnými stonky 100% dědičný, protože kukuřičné stonky, které jsou geneticky předurčeny k růstu do výšky, budou vyšší než stonky bez této dispozice. Rozdíl ve výšce mezi stonky kukuřice vlevo a vpravo je však stoprocentně způsoben prostředím, protože je způsoben rozdílným přísunem živin do obou zahrad. Příčiny rozdílů v rámci skupiny a mezi skupinami tedy nemusí být stejné, a to ani při pohledu na znaky, které jsou vysoce dědičné. Noam Chomsky to ve své kritice knihy The Bell Curve dále ilustroval na příkladu nošení náušnic u žen: "Před několika lety, kdy náušnice nosily pouze ženy, byla dědičnost toho, zda mají náušnici, vysoká, protože rozdíly v tom, zda má člověk náušnici, byly způsobeny chromozomálními rozdíly, XX vs. XY." Nikdo zatím nenaznačil, že nošení náušnic nebo kravat máme "v genech"..."

### Spearmanova hypotéza
Spearmanova hypotéza tvrdí, že velikost rozdílu mezi černochy a bělochy v testech kognitivních schopností závisí zcela nebo převážně na tom, do jaké míry test měří obecné mentální schopnosti neboli g. Hypotézu poprvé formalizoval Arthur Jensen, který pro její testování navrhl statistickou "metodu korelovaných vektorů". Pokud Spearmanova hypotéza platí, pak kognitivní úlohy s nejvyšším zatížením g jsou úlohy, v nichž jsou rozdíly mezi testovanými černochy a bělochy největší. Jensen a Rushton z toho vyvozují, že příčina g a příčina rozdílů jsou stejné – podle jejich názoru genetické rozdíly.
Mackintosh (2011, s. 338-39) uznává, že Jensen a Rushton prokázali mírnou korelaci mezi g-loadingem, dědičností a rozdílem v testech, ale nesouhlasí s tím, že to dokazuje genetický původ rozdílu. Mackintosh tvrdí, že právě u testů, které Rushton a Jensen považují za testy s nejvyšším g-loadingem a dědičností, jako je Wechslerův test, došlo k největšímu nárůstu výkonnosti černochů v důsledku Flynnova efektu. To pravděpodobně naznačuje, že jsou také nejcitlivější na změny prostředí, což podkopává Jensenův argument, že rozdíl mezi černochy a bělochy je s největší pravděpodobností způsoben genetickými faktory. Mackintosh také tvrdí, že Spearmanova hypotéza, kterou považuje za pravděpodobně správnou, pouze ukazuje, že rozdíl ve výsledcích testů je založen na jakékoliv kognitivní schopnosti, která je pro inteligenci klíčová, ale neukazuje, co je tímto faktorem. Nisbett a další (2012a, s. 146) uvádějí totéž a poznamenávají také, že zvýšení IQ skóre černochů v testech nutně znamená zvýšení g.
Flynn kritizoval Jensenův základní předpoklad, že potvrzení Spearmanovy hypotézy podpoří částečně genetické vysvětlení rozdílů v IQ. Tvrdí, že bez ohledu na to, jaké jsou příčiny průměrných skupinových rozdílů IQ, lze očekávat, že rozdíly budou větší u složitějších úloh. Flynn tedy vidí, že korelace mezi g-náloží a rozdílem ve skóre v testech nenabízí žádné vodítko k příčině rozdílů.

### Adopční studie
Byla provedena řada studií IQ zaměřených na vliv podobných výchovných podmínek na děti různých ras. Hypotéza předpokládá, že to lze zjistit na základě zkoumání, zda černošské děti adoptované do bělošských rodin vykazovaly nárůst skóre v IQ testech ve srovnání s černošskými dětmi vychovávanými v černošských rodinách. V závislosti na tom, zda se jejich výsledky v testech více podobají výsledkům v biologických nebo adoptivních rodinách, by to mohlo být interpretováno jako podpora buď genetické, nebo environmentální hypotézy. Kritici těchto studií se ptají, zda je prostředí černošských dětí - i když vyrůstají v bělošských rodinách - skutečně srovnatelné s prostředím bělošských dětí. Několik přehledů literatury o studiích adopcí naznačuje, že v tomto typu studií se pravděpodobně nelze vyhnout záměně biologických a environmentálních faktorů. Další kritika Nisbetta et al. (2012a, s. 134) spočívá v tom, že studie adopcí celkově bývají prováděny v omezeném souboru prostředí, většinou v pásmu středně vysokého SES, kde je dědičnost vyšší než v pásmu nízkého SES.
Studie Minnesota Transracial Adoption Study (1976) zkoumala výsledky IQ testů 122 adoptovaných dětí a 143 neadoptovaných dětí vychovávaných ve zvýhodněných bělošských rodinách. Děti byly znovu zkoumány o deset let později. Studie zjistila vyšší IQ u bělochů ve srovnání s černochy, a to jak ve věku 7 let, tak ve věku 17 let. Scarr a Weinberg, autoři původní studie, uznali existenci matoucích faktorů a nedomnívali se, že by tato studie podporovala dědičnost nebo environmentalismus.
Tři další studie podporují environmentální vysvětlení skupinových rozdílů v IQ:
- Eyferth (1961) studoval nemanželské děti černošských a bílých vojáků umístěných po druhé světové válce v Německu, které pak vychovávaly bílé německé matky, což se stalo známým jako Eyferthova studie. Nezjistil žádné významné rozdíly v průměrném IQ mezi skupinami.
- Tizard et al. (1972) zkoumali černošské (západoindické), bílé a rasově smíšené děti vychovávané v britských dětských domovech s dlouhodobým pobytem. Dva ze tří testů nezjistily žádné významné rozdíly. Jeden test zjistil vyšší skóre u osob jiné než bílé pleti.
- Moore (1986) srovnával černošské a rasově smíšené děti adoptované buď černošskými, nebo bílými středostavovskými rodinami ve Spojených státech. Moore zjistil, že 23 černošských a smíšených dětí vychovávaných bílými rodiči mělo výrazně vyšší průměrné skóre než 23 věkově odpovídajících dětí vychovávaných černými rodiči (117 vs. 104), a tvrdil, že tyto rozdíly vysvětlují rozdíly v rané socializaci.

Frydman a Lynn (1989) prokázali průměrné IQ 119 u korejských dětí adoptovaných belgickými rodinami. Po korekci na Flynnův efekt bylo IQ adoptovaných korejských dětí stále o 10 bodů vyšší než u belgických dětí.
Při přezkoumání důkazů z adopčních studií Mackintosh zjistil, že environmentální a genetické proměnné zůstávají zaměněny, a považuje důkazy z adopčních studií za neprůkazné a plně slučitelné se 100% environmentálním vysvětlením. Podobně Drew Thomas tvrdí, že rasové rozdíly v IQ, které se objevují ve studiích adopcí, jsou ve skutečnosti artefaktem metodiky a že výhody IQ východních Asiatů a nevýhody IQ černochů zmizí, když se to kontroluje.

### Studie rasové příměsi
Většina lidí má předky z různých zeměpisných oblastí. Zejména Afroameričané mají obvykle předky jak z Afriky, tak z Evropy, přičemž v průměru 20 % jejich genomu je zděděno po evropských předcích. Pokud mají rasové rozdíly v IQ částečně genetický základ, lze očekávat, že černoši s vyšším stupněm evropského původu budou mít v testech IQ vyšší skóre než černoši s nižším stupněm evropského původu, protože geny zděděné po evropských předcích budou pravděpodobně obsahovat některé geny s pozitivním vlivem na IQ. Genetik Alan Templeton tvrdil, že experiment založený na mendelovské "společné zahradě", kdy jsou jedinci s různým hybridním složením vystaveni stejným vlivům prostředí, je jediným způsobem, jak definitivně prokázat příčinnou souvislost mezi geny a skupinovými rozdíly v IQ. Shrnul výsledky studií příměsí a dospěl k závěru, že neprokázaly žádnou významnou souvislost mezi jakoukoli kognitivní schopností a mírou afrického nebo evropského původu.
Studie používají různé způsoby měření nebo přibližného určení relativního stupně původu z Afriky a Evropy. Některé studie používaly jako měřítko barvu kůže, jiné krevní skupiny. Loehlin (2000) provádí přehled literatury a tvrdí, že studie krevních skupin lze považovat za určitou podporu genetické hypotézy, i když korelace mezi původem a IQ byla poměrně nízká. Zjišťuje, že studie Eyfertha (1961), Willermana, Naylora a Myrianthopoulose (1970) nezjistily korelaci mezi stupněm africko-evropského původu a IQ. Posledně jmenovaná studie však zjistila rozdíl v závislosti na rase matky, kdy děti bílých matek s černými otci dosahovaly vyššího skóre než děti černých matek a bílých otců. Loehlin se domnívá, že takové zjištění je slučitelné buď s genetickou, nebo environmentální příčinou. Celkově Loehlin považuje studie příměsí za neprůkazné a doporučuje další výzkum.
Hunt (2010) považuje důkazy ze studií příměsí za neprůkazné kvůli příliš mnoha nekontrolovaným proměnným. Mackintosh (2011, s. 338) cituje prohlášení Nisbetta (2009), podle něhož studie příměsí neposkytly jediný důkaz ve prospěch genetického základu rozdílů v IQ.

### Mentální chronometrie
Mentální chronometrie měří dobu, která uplynula mezi prezentací smyslového podnětu a následnou behaviorální reakcí účastníka. Tato reakční doba (RT) je považována za měřítko rychlosti a účinnosti, s jakou mozek zpracovává informace. Výsledky většiny typů úloh RT mají tendenci korelovat s výsledky standardních testů IQ i s g a nebyl zjištěn žádný vztah mezi RT a jinými psychometrickými faktory nezávislými na g. Síla korelace s IQ se u jednotlivých testů RT liší, ale Hans Eysenck uvádí jako typickou korelaci za příznivých podmínek hodnotu 0,40. Podle Jensena mají individuální rozdíly v RT významnou genetickou složku a dědičnost je vyšší u výkonů v testech, které silněji korelují s IQ. Nisbett tvrdí, že některé studie zjistily korelaci blížící se 0,2 a že korelace není vždy nalezena.
Několik studií zjistilo rozdíly v průměrné reakční době mezi jednotlivými rasami. Tyto studie obecně zjistily, že reakční časy černošských, asijských a bílých dětí mají stejný průběh jako skóre IQ. Rozdíly v reakční době mezi černochy a bělochy však bývají malé (průměrná velikost účinku 0,18). Rushton a Jensen (2005) tvrdí, že reakční doba je nezávislá na kultuře a že existence rasových rozdílů v průměrné reakční době je důkazem, že příčina rasových rozdílů v IQ je částečně genetická. V reakci na tento argument v knize Intelligence and How to Get It (Inteligence a jak ji získat) Nisbett poukazuje na studii Jensena & Whanga (1993), v níž měla skupina Američanů čínského původu delší reakční dobu než skupina Američanů evropského původu, přestože měli vyšší IQ. Nisbett také zmiňuje zjištění Flynna (1991) a Dearyho (2001), která naznačují, že doba pohybu (míra toho, jak dlouho trvá člověku pohnout prstem poté, co se k tomu rozhodne) koreluje s IQ stejně silně jako reakční doba a že průměrná doba pohybu je u černochů rychlejší než u bělochů. Mackintosh (2011, s. 339) považuje důkazy o reakčním čase za nepřesvědčivé a poznamenává, že jiné kognitivní testy, které také dobře korelují s IQ, nevykazují vůbec žádné rozdíly, například test habituace/dishabituace. Dále komentuje, že studie ukazují, že opice rhesus mají kratší reakční dobu než američtí vysokoškoláci, což naznačuje, že rozdílná reakční doba nám nemusí o inteligenci říci nic užitečného.

### Velikost mozku
Řada studií uvádí mírnou statistickou korelaci mezi rozdíly v IQ a velikostí mozku mezi jedinci ve stejné skupině. Někteří vědci uvádějí rozdíly v průměrné velikosti mozku mezi rasovými skupinami, ačkoli to pravděpodobně není dobré měřítko IQ, protože velikost mozku se liší i mezi muži a ženami, ale bez významných rozdílů v IQ. Zároveň mají novorozené černošské děti stejnou průměrnou velikost mozku jako děti bílé, což naznačuje, že rozdíl v průměrné velikosti by mohl být vysvětlen rozdíly v prostředí. Bylo prokázáno, že několik environmentálních faktorů, které snižují velikost mozku, neúměrně ovlivňuje černošské děti.

### Archeologická data
Archeologické důkazy nepotvrzují tvrzení Rushtona a dalších, že kognitivní schopnosti černochů byly v pravěku nižší než u bělochů.

## Význam politiky a etika
Etika výzkumu rasy a inteligence je již dlouho předmětem diskusí: ve zprávě Americké psychologické asociace z roku 1996, v pokynech navržených Grayem a Thompsonem a Huntem a Carlsonem a ve dvou úvodnících v časopise Nature z roku 2009 od Stevena Rose a Stephena J. Ceciho a Wendy M. Williamsové.
Steven Rose tvrdí, že vzhledem k historii eugeniky je obtížné sladit tuto oblast výzkumu se současnými etickými standardy vědy.
Na druhou stranu James R. Flynn tvrdí, že kdyby existoval zákaz výzkumu případně špatně koncipovaných myšlenek, nedošlo by k mnoha cenným výzkumům v oblasti testování inteligence (včetně jeho vlastního objevu Flynnova efektu).
Jensen a Rushton argumentovali, že to, co považují za biologické rozdíly v inteligenci mezi rasami, vyvolává otázky o smysluplnosti politik, jako jsou pozitivní diskriminace a podpora diverzity.
Mnozí se vyslovili pro zvýšení intervencí s cílem odstranit rozdíly. Flynn píše, že "Amerika bude muset řešit všechny znevýhodňující aspekty černošské zkušenosti, počínaje obnovou městských čtvrtí a jejich škol". Zejména v rozvojových zemích byla společnost vyzvána, aby se prevence kognitivních poruch u dětí stala jednou z hlavních priorit. Mezi možné příčiny, kterým lze předcházet, patří podvýživa, infekční onemocnění, jako je meningitida, parazité, mozková malárie, vystavení drogám a alkoholu v děloze, asfyxie novorozence, nízká porodní hmotnost, úrazy hlavy, otrava olovem a endokrinní poruchy.